# Victor Tacik
Victor Tacik (* 6. Juni 1912 in Bremen; † 11. November 1975 in Dortmund) war  ein deutscher Schauspieler bei Bühne, Film, Hörfunk und Fernsehen.

## Leben und Wirken
Tacik erhielt seine künstlerische Ausbildung in seiner Heimatstadt Bremen und gab dort auch seien Einstand. Sein erstes Festengagement führte ihn 1938 nach Hanau, während des Zweiten Weltkriegs trat Victor Tacik an der Soldatenbühne des deutschbesetzten Lille auf. Nach 1945 kehrte er nach Bremen, an die Kammerspiele, zurück. Ab Beginn der 1950er Jahre gehörte Tacik den Ensembles des Aachener Stadttheaters, der städtischen Bühnen Lübecks, Münsters, des Theater am Domhof in Osnabrück und zuletzt, in den 1960er und 1970er Jahren, den städtischen Bühnen Dortmunds an.
Zu Taciks wichtigsten Bühnenrollen zählten in den frühen Nachkriegsjahren der Almady in Molars “Spiel im Schloß”, der Pater in Schillers “Die Räuber”, der Oberleutnant in Haseks “Die Abenteuer des braven Soldaten Schwejk”, der Keefer in Wouks “Meuterei auf der Caine”, und der Jupiter in Kleists “Amphitryon”. Später arbeitete er auch für den Hörfunk und machte Synchron.
Ausflüge vor die Kamera unternahm Victor Tacik nur äußerst selten. Für eine Professorenrolle in dem Kinofilm “Der Gorilla schlägt zu” begab er sich im Frühjahr 1959 nach Frankreich, zehn Jahre später wirkte er in zwei deutschen Fernsehfilmen mit. Darüber hinaus ist seine Mitwirkung nur noch in einer Fallnachstellung in einer Ausgabe von Aktenzeichen XY … ungelöst verbürgt sowie in zwei TV-Produktionen namens „Don Giovanni“ und „Die Judenbuche“, die jedoch derzeit nicht datiert werden können.

## Filmografie
- 1959: Der Gorilla schlägt zu (La valse du Gorille)
- 1969: Goya
- 1969: Rotmord